# Gladiogobius
A Gladiogobius a csontos halak (Osteichthyes) főosztályának a sugarasúszójú halak (Actinopterygii) osztályába, ezen belül a sügéralakúak (Perciformes) rendjébe, a gébfélék (Gobiidae) családjába és a Gobiinae alcsaládjába tartozó nem.

## Rendszerezés
A nembe az alábbi 3 faj tartozik:
- Gladiogobius brevispinis Shibukawa & Allen, 2007
- Gladiogobius ensifer Herre, 1933 - típusfaj
- Gladiogobius rex Shibukawa & Allen, 2007